# Stigmaphyllon hatschbachii
Stigmaphyllon hatschbachii är en tvåhjärtbladig växtart som beskrevs av C. Anderson. Stigmaphyllon hatschbachii ingår i släktet Stigmaphyllon och familjen Malpighiaceae. Inga underarter finns listade i Catalogue of Life.